# Desa Pisangan
Desa Pisangan är en administrativ by i Indonesien.   Den ligger i provinsen Banten, i den västra delen av landet, 15 km sydväst om huvudstaden Jakarta.